# Christina Scheffauer
Christina Scheffauer (* 16. März 1991) ist eine österreichische Leichtathletin, die sich auf das Kugelstoßen und den Hammerwurf spezialisiert hat.

## Sportliche Laufbahn
Christina Scheffauer nahm noch an keinen Einzelentscheidungen an internationalen Meisterschaften teil, vertrat Österreich aber mehrere Male bei der Team-Europameisterschaft. 
In den Jahren 2014, 2016, 2018 und 2022 wurde sie österreichische Meisterin im Kugelstoßen sowie 2017 im Hammerwurf. Zudem wurde sie 2014 und 2018 sowie 2019 und 2022 Hallenmeisterin im Kugelstoßen.

## Persönliche Bestleistungen
- Kugelstoßen: 14,33 m, 22. Juli 2018 in Klagenfurt am Wörthersee
  - Kugelstoßen (Halle): 14,63 m, 16. Februar 2019 in Wien
- Diskuswurf: 43,19 m, 10. Juni 2018 in München
- Hammerwurf: 55,57 m, 27. Mai 2017 in Trient